# 格林基夫齊
49°56′17″N 26°0′22″E / 49.93806°N 26.00611°E
格林基夫齊（烏克蘭語：Гриньківці），是烏克蘭的村落，位於該國西部捷爾諾波爾州，由克列梅涅茨區負責管轄，始建於1861年，面積0.93平方公里，2001年該村落人口305。